# 小智是女孩啦！
《小智是女孩啦！》是柳田史太以四格漫畫形式發表的日本漫畫。作品最初以插畫形式刊登於pixiv，成為人氣作品轉為商業連載，自2015年4月7日起至2019年7月14日為止發表於網路平台「ツイ4」，共51話，單行本由星海社COMICS發行，全8集。作品在2016年第二回DAVINCI×NICONICO「下一部人氣漫畫大賞」的網路漫畫部門中獲得第1位，改編電視動畫於2023年1月4日起播出。

## 故事
女高中生相澤智對自己的青梅竹馬久保田淳一郎說出「我喜歡你！」的表白，對方卻以為是「摯友」的宣言，「充滿男子氣概」的女孩子想被喜歡的人「當成女生」看待，結果總是加深兩人的男女友情，環繞兩人的戀愛四格喜劇。

## 登場人物
相澤智（聲：高橋李依）
通稱「智」，就讀上野水高等学校1年A組，7月7日出生（巨蟹座），B型血。短頭髮、身高在女生當中很高，胸部為F罩杯，平常穿學生制服時会穿打底裤。從小在父親的道場中鍛練，體能強過大多數的男生，運動萬能。在學校空手道社中，因其實力太強、太可怕而沒同齡女生敢對練而編進男生部，但就算在男子部其依然沒有對手。國中在女生間有「天然少女殺手」的外號。性格豪爽，但在某些方面还是非常害羞。国中之前因为学区分界的关系，而与久保田淳一郎在不同的学校，直到国中才终于就读同所学校。
喜歡青梅竹馬久保田淳一郎，上高中後向淳一郎告白，卻被對方以為是好朋友之間的喜歡，之後便努力的學習讓自己更有女人味一點。不過兩人的關係仍極為親密，對淳一郎的感情是完全暴露在周圍人面前，幾乎完全是公認的戀人關係。比如淳一郎曾和美鈴交往讓智感到震驚，去海邊玩水時卡洛兒和淳一郎有身體接觸內心會覺得生氣，智還向兩人丟水球。
有一張精緻的女性面孔，美鈴和卡洛兒給智化妝、戴假髮、穿裙子作為生日禮物。當變裝過後的智外出買冰遇到淳一郎時，對方沒有認出來。
久保田淳一郎（聲：石川界人、小市真琴（幼少期））
通稱「淳」，就讀上野水高等学校1年A組，10月31日出生（天蠍座），A型血。在中學前都以為智是男生，直到中學看到智穿著女生制服才發現智是女孩子，內心因此動搖，有一年的時間不敢跟智講話。因為過去不當智是女生，所以跟智做出男生間的身體接觸而常被挨揍。對智有摯友以上的情感，但一旦意識到就會想法子找藉口。對接近小智的任何男生有著強烈的戒心，後來才正視自己喜歡小智並成為男女朋友的關係。
智的青梅竹马兼邻居。小時候被叫「電玩兒童」，本身討厭這叫法。小時候的淳一郎很弱小，不時會被他人欺負。有次他的遊戲機被一群壞小孩搶走，是智幫他搶回來的，因不甘心自己這麼弱所以下定決心想要變強，於是將遊戲機交給智保管，並約定好等到他超越智之後再拿回來，之後便開始在相澤道場中鍛練，臂力過人。
群堂美鈴（聲：日高里菜）
就讀上野水高等学校1年A組，2月22日出生（雙魚座），AB型血。智和淳一郎的青梅竹馬，但和淳一郎關係惡劣（實際上維持著一定程度的朋友關係），知道智和淳一郎的關係，一直在背後作弄兩人。小時候三人玩一起惡作劇時負責出點子，但被罵時一定不見人。有著極其腹黑的個性，有時會露出邪惡的笑容。因為胸部大小關係，如果不把智當女生就會使自己立場更糟糕，對身高有點在意。從小就對金錢很感興趣，初中時成績是學年第一名，高中則是學年第二。討厭被叫「小美鈴」，卡洛兒則因為其他叫法更不爽而默許。會為智的戀情出謀策劃，也會在關鍵時刻推上一把，默默守望著智和淳一郎兩人。
曾因為好像很有趣而跟淳一郎交往，結果第三日就分手，原因被淳一郎拉着上山下海到處玩，兩日內就輕了五公斤，之後原先要提出分手，卻被對方給提前先甩而成為心理陰影。
卡洛兒·奧爾斯頓（聲：天城莎莉）
就讀上野水高等学校1年A組，3月8日出生（雙魚座），O型血。智同班的校園偶像，胸部為G罩杯，時常掛著不知是認真還是在開玩笑的笑臉。智形容她擁有洋娃娃般外貌及棉花糖般柔軟的天然性格女生，美鈴形容她像「麻糬／柏餅」，對自己體重有點在意。不折不扣的天然（黑），事實上頭腦很聰明，很會玩黑白棋，劇中少數能明白美鈴思維的角色。高中成績是學年第一名。有錢人家的大小姐，曾在智生日時送金磚來當生日禮物。高中也未懂如何搭電車，在人潮中光助不抓住卡洛兒的一轉眼就走失，但很快就將她帶回來。
御崎光助的遠房親戚、青梅竹馬兼婚約者，曾因智和御崎關係好而敵視智，後來發現智喜歡淳一郎就停止。之後與智和美鈴成為朋友關係。
因為美鈴的計畫讓卡洛兒首次流漏出了真正的情感，促使卡洛兒與光助能夠心意相通。
御崎光助（聲：天崎滉平）
上野水高等学校2年級生，1月14日出生（摩羯座），AB型血。空手道社男生部社長，相貌清秀很受女生歡迎，曾被淳一郎誤會是女的，憧憬智。
把卡洛兒當妹妹看待，甚至替卡洛兒拍掉弄到身上的食物殘渣期間碰到胸部也沒自覺。自智和淳一郎從不良手中救下卡洛兒後，覺得自己太弱而拜入相澤道場。
田邊達巳（聲：松岡禎丞）
就讀上野水高等学校1年A組，4月18日出生（白羊座），B型血。淳一郎的損友，色鬼。暗戀美鈴，經常找美鈴說話而被教訓。曾經和300個女生告白且全部都告白失敗。家裡經營拉麵店。经常和淳一郎讨论一些女生話題，不过提到有关相泽智的事情，就会被淳一郎修理。
三船直子、小川千代美（聲：大地葉（三船）、種崎敦美（小川））
以上兩位皆為御崎的擁護者，一開始敵視智，但因跟智敵對太可怕而放棄，後因智太有男子氣概而有點迷上智而煩惱。
不良學長（聲：堀井茶渡）
小智所在學校的三年級學生。學校不良少年的首領。是一個經常流言蜚語的人（尤其是說女人的壞話），他召集了他的朋友們計劃襲擊小智，而後被聽說此事的淳一郎給阻止了。
相澤五郎（聲：乃村健次）
智的父親，相澤道場的師傅。認為智是難得一見的天才而加以鍛鍊，讓智不像女孩的元兇。到現在面對妻子也還會害羞，所以一個人睡在道場。学生时代因为正义感过剩，经常教训附近的小混混，每次由明美出面平息五郎的怒火（只要一被明美碰觸到，就会害羞过度而晕倒）。從學生時代就認識明美和美咲，過去常被美咲戏弄。
相澤明美（聲：渡邊久美子）
智的母親，性格比較像大姐姐，討厭被叫「伯母／阿姨」，長相與智很相似，与群堂美铃的妈妈（群堂美咲）是儿时玩伴。對丈夫到現在也還會害羞一個人睡在道場弄得像分居一樣很不滿。喜歡可愛的女孩子。可以接受智和淳一郎的兩人關係，甚至考慮到將來孫子的名字。
菲利斯·奧爾斯頓（聲：大原沙耶香）
卡洛兒的母親。有著讓人誤以為是卡洛兒姐姐的年輕外表，28歲。在13歲時肚子裡就已經懷著卡洛兒了。對卡洛兒教育方式主張「教懂鳥兒飛的，就會自己飛走」。
艾迪·奧爾斯頓
卡洛兒的父親。在單行本第3卷加筆番外篇登場。是世界規模的大企業的名門子弟。有三個哥哥。在即將前往日本留學之前，他決定向菲利斯求婚，但當得知菲利斯的真實年齡時十分震驚。
群堂美咲（聲：川澄綾子）
美鈴的母親。長得像美鈴，左眼下方有淚痣，外表酷酷的女人。
美鈴的父親
沒有露出長相，頭髮中分自然捲，下巴留著一點鬍子。美咲第一次和卡洛兒見面時評論與他很像。為了看女兒文化祭演出的錄影，聽從美咲的指示學狗叫。
御崎的母親（聲：拜師美穗）
說卡洛兒就像天使一樣，將卡洛兒帶給光助認識。
田邊達郎（聲：若林佑）
達巳的父親。身材較胖，經營著一間叫「黃金拉麵達巳」的拉麵店，是用兒子的名字做為拉麵店的店名。老婆經常跑回老家。
田邊清美
達巳的母親。沒有在故事中出現過，只在達郎口中提及。
田邊秋子
達巳的妹妹。只在單行本第7卷加筆番外篇登場。國中二年級，暗戀著淳一郎。
花尾（聲：和久井優）
智就讀學校的體育老師，性格沉穩的女人。
郷間猛（聲：山下大樹）
三年級學生，屬於柔道部，被稱為全校最強的大塊頭男子。

## 出版書籍
| 册数 | 讲谈社        | 讲谈社                 | 東立出版社     | 東立出版社             |
| 册数 | 发售日期      | ISBN                   | 发售日期       | ISBN                   |
| ---- | ------------- | ---------------------- | -------------- | ---------------------- |
| 1    | 2015年10月9日 | ISBN 978-4-06-369537-3 | 2017年1月13日  | ISBN 978-986-482-118-1 |
| 2    | 2016年2月4日  | ISBN 978-4-06-369544-1 | 2017年10月6日  | ISBN 978-986-482-119-8 |
| 3    | 2016年7月9日  | ISBN 978-4-06-369552-6 | 2018年5月14日  | ISBN 978-986-482-120-4 |
| 4    | 2017年1月26日 | ISBN 978-4-06-369562-5 | 2019年7月8日   | ISBN 978-957-26-1409-9 |
| 5    | 2017年8月10日 | ISBN 978-4-06-369579-3 | 2019年11月18日 | ISBN 978-957-26-1410-5 |
| 6    | 2018年2月10日 | ISBN 978-4-06-511152-9 | 2021年3月26日  | ISBN 978-957-26-1411-2 |
| 7    | 2018年9月12日 | ISBN 978-4-06-513113-8 |                |                        |
| 8    | 2019年9月11日 | ISBN 978-4-06-516696-3 |                |                        |

## 電視動畫

### 主题曲
片頭曲くらえ！テレパシー
歌：マハラージャン
作詞、作曲、編曲：マハラージャン
第1話用作片尾曲
片尾曲yurukuru＊love
歌：相澤智（高橋李依）、群堂美鈴（日高里菜）、卡洛兒·奧爾斯頓（天城莎莉）
作詞：只野菜摘，作曲、編曲：橫山克
第1、10話未使用
片尾曲Jiribaki_love（第10話）
歌：久保田淳一郎（石川界人）、御崎光助（天崎晃平）、田邊達巳（松岡禎丞）
作詞：只野菜摘，作曲、編曲：橫山克

### 劇集列表
| 集數 | 標題                                                                                  | 編劇     | 分鏡                 | 演出             | 作畫監督                                                                                                 | 總作畫監督           | 首播日期      |
| --- | ------------------------------------------------------------------------------------- | -------- | -------------------- | ---------------- | --- | -------------------- | ------------- |
| 1 | 想被當女孩子看待！ 顫慄的挑戰書                                   | 清水惠   | 三條みなみ           | 即座誠           | 谷口元浩、赤尾良太郎、前田義宏、河村涼子、神谷美也子                                                     | 神谷美也子、谷口元浩 | 2023年1月5日  |
| 女高中生小智的個性十分陽剛，長年學習空手道，當她向男性青梅竹馬淳做出愛的告白後，淳完全不視她為女性，只把她當好兄弟，也不知道她因此而生氣。小智的好友美鈴煽動兩人拉近關係，建議小智改變說話方式，但反而造成誤會。之後她撮合兩人在雨天共撐一把傘，但淳在看到被雨淋濕後顯露姣好身形的小智時迅速地逃走了。小智和空手道社長御崎交情不錯，讓她被暗戀御崎的女學生小川和三船妒忌，對方找小智談判時，小智起初誤以為對方想幹架，之後又誤會對方是找自己尋求戀愛建議，並認為能提供戀愛建議的自己是十足的女性。 |                                                                                       |          |                      |                  | |                      |               |
| 2 | 小智的裙子 校園偶像                                               | 清水惠   | 橋本能理子           | 深瀬重           | 丸英男、飯飼一幸、陳亮、李良鵬                                                                           | 谷口元浩             | 2023年1月12日 |
| 小智在公車上被性騷擾並試圖隱忍，淳立刻將他扭送警局，並建議她別穿裙子，小智誤以為淳仍然未把自己當成女性看待。次日，美鈴建議小智把安全褲脫掉，反而讓淳心神不寧並一度迴避她，之後小智又穿回安全褲。小智的同班同學卡洛兒是校園中最受歡迎的女生，與青梅竹馬御崎之間有婚約，並以為小智是情敵。在美鈴唆使下，淳開始鍛鍊卡洛兒的體魄，過從甚密的兩人讓小智心生妒忌，卡洛兒發現自己被美鈴設計後，試圖和美鈴交流，並在她的建議下和小智成為朋友。                                                             |                                                                                       |          |                      |                  | |                      |               |
| 3 | 好麻吉的秘密 來約會吧！                                           | 清水惠   | 牧野友映、橋本能理子 | 鈴木真彦         | 谷口元浩、鎌田均、前田義宏、佐佐木守、佐野绘里、沼田廣、八木元喜、大庭小枝、神谷美也子、福島陽子、平岩栞 | 神谷美也子、谷口元浩 | 2023年1月19日 |
| 淳無意間透露自己曾和美鈴交往，小智一度非常震驚，並在美鈴坦白往事釋懷。御崎在認識淳後，注意到他對小智有好感，但出於對淳的畏懼而並未點破此事。美鈴建議小智和淳約會，並在此之前先帶小智打點行頭。小智試圖讓約會更浪漫一些，卻弄巧成拙並留下令自己難堪的紀錄。 |                                                                                       |          |                      |                  | |                      |               |
| 4 | 微笑的理由 想像個女孩般嬉鬧 英雄很常跌倒                | 清水惠   | 三条なみみ           | 安藤健           | 谷口元浩、杉田叶子、前原薰、赤尾良太郎、二宫奈那子、佐藤好、井上优子                                     | 神谷美也子、谷口元浩 | 2023年1月26日 |
| 美鈴的同學田邊對她有好感，並希望能搏君一笑，但他未能如願。小智希望能和其他女生擁抱，在被美鈴拒絕後，她抱了卡洛兒，反而讓美鈴不是滋味，之後她抱了美鈴。美鈴建議她去抱純，但兩人間的擁抱毫不浪漫，仍舊打打鬧鬧。小川遭到不良少年追求並感到困擾，希望小智出面回絕，小智拒絕對方後將其擊退。在對方準備率人以眾暴寡時，淳出手將對方擊垮，而他也受了傷。之後小智問起傷勢，淳表示這是跌倒所受的傷，小智則感嘆淳從以前就很常跌倒。                                                                         |                                                                                       |          |                      |                  | |                      |               |
| 5 | 奥尔斯顿家族的女人们 不能退讓的心意 怦然心動！電玩集訓  | 清水惠   | 桥本能理子           | 则座诚           | 大庭小枝、二宫奈那子、诸葛子敬、冈田由纪子、前原薰、赤尾良太郎、中和田优斗                               | 神谷美也子           | 2023年2月2日  |
| 卡洛兒邀小智和美鈴到自家的宅邸玩，卡洛兒的母親和她如出一轍，讓小智和美鈴都感到難以應付。期中考將至，小智和卡洛兒到美鈴讀書，在卡洛兒和美鈴的指導下，小智的成績變好了。淳買了新遊戲，決定和小智玩通宵，小智答應後驚覺必須在淳家過夜，在到對方家後，兩人都感到尷尬。在盡情打電動後，小智睡在床上，而淳打地鋪睡覺，但淳卻在睡著後使用寢技，導致他和小智同床共枕。之後的一星期內，兩人都感到很尷尬。                                                                                                   |                                                                                       |          |                      |                  | |                      |               |
| 6 | 生日禮物 燃燒吧！球技大賽                                         | 西谷一希 | 松井仁之             | 峰友則           | 諸葛子敬、前田義廣、佐野繪里、杉田葉子、鐮田均、沼田廣、平岩栞、高星佑平、中和田優斗、高橋沙也香         | 谷口元浩             | 2023年2月9日  |
| 純送小智一副墨鏡當生日禮物，美鈴除了送參考書外，還和卡洛兒聯手為小智打扮一番。小智到便利商店買冰時，受到淳的幫助，但純並未認出她。之後美鈴和卡洛兒為她舉辦派對。小智在球技大賽被分入男子組打躲避球，隊伍一路獲勝，拿下冠軍。小智期望兩人交往，且快樂時光可以一直持續，而淳則希望可以追上小智，變得和她一樣強悍。 |                                                                                       |          |                      |                  | |                      |               |
| 7 | 淳一郎的誓言 如果小智換了泳裝                                     | 清水惠   | 秋山朋子、小林一三   | 川部真也         | 杉田葉子、前原薰、大庭小枝、福島陽子、八木元喜、諸葛子敬                                                 | 神谷美也子           | 2023年2月16日 |
| 淳想起和小智初次相遇的經過。十年前，本來是電玩兒童的淳從東京搬來後和小智不打不相識，在她的影響下從事許多戶外活動，並因為比小智弱而感到不甘心。他發誓要追上小智強大的背影，並取回她當年為自己從霸凌者那裏搶回來的遊戲機。淳、小智、美鈴和卡洛兒到海邊遊玩，淳對換上泳裝的小智感到十分害羞，美鈴勸小智趁此機會與淳拉近距離，並發現淳已經只將小智視為女性看待了。 |                                                                                       |          |                      |                  | |                      |               |
| 8 | 夏日祭典的夜晚 兩人的距離感                                       | 清水惠   | 小林一三、駒宮僅     | 塚田拓郎、駒宮僅 | 駒宮僅、谷口元浩、高星佑平、中和田優斗、二宮奈那子、赤尾良太郎                                           | 谷口元浩             | 2023年2月23日 |
| 小智邀淳去煙火大會，她身穿浴衣的模樣讓眾人吃驚。在淳為小智解圍後，小智堅持向他道謝，並覺得淳的態度有別以往，她原先想趁此機會告白，卻沒有自信能和淳發展到下一步。暑假結束後，兩人若即若離。對小智懷恨在心的不良少年盯上了美鈴，而卡洛兒也陷入危機，淳和小智聯手將不良少年打垮後，美鈴給予他們警告。在此之後，淳和小智兩人找回了適合的距離感。 |                                                                                       |          |                      |                  | |                      |               |
| 9 | 天使的真實面貌                                                              | 清水惠   | 平田豐               | 五十川久史       | 杉田葉子、岡田由起子、大庭小枝、諸葛子敬、前原薰、神谷美也子、福島陽子、高橋沙也香                       | 神谷美也子           | 2023年3月2日  |
| 御崎想為了守護卡洛兒而變強，遂拜小智的父親為師，然而他仍聲稱把卡洛兒視為妹妹，不願坦承心意。卡洛兒故意煽動淳，希望他坦然面對自己對小智的情感，並利用他來動搖御崎。美鈴試圖讓御崎和卡洛兒的關係更進一步，扮黑臉強迫卡洛兒表現出真實面貌，以此面對御崎，而御崎也藉機向卡洛兒告白。 |                                                                                       |          |                      |                  | |                      |               |
| 10 | 勝負的去向 為了繼續當摯友                                         | 西谷一希 | 三條なみみ           | 水本葉月         | 谷口元浩、平岩栞、福島陽子、高星佑平、前原薫、諸葛子敬、上武優也、スタジオグラム、Animore                | 谷口元浩             | 2023年3月9日  |
| 在馬拉松比賽，淳和小智打算分個高下，但小智因感冒而中途倒下，淳揹著小智贏得冠軍後，美鈴建議小智趁機示弱撒嬌。之後小智將遊戲機還給淳，並表示在空手道方面，自己不會輸給他。閃回片段顯示，中學時期的淳和美鈴因為各自的理由而和小智疏遠，兩人希望維繫和小智的友誼，他們也為此短暫交往。之後他們都恢復了和小智的友誼，而淳也決定正視自己對小智的心意。 |                                                                                       |          |                      |                  | |                      |               |
| 11 | 第一次打工 被拋下的灰姑娘                                         | 清水惠   | 佐佐木守             | 中村大樹         | 杉田葉子、大庭小枝、岡田由起子、二宮奈那子、前原薰、諸葛子敬、前田義宏、神谷美也子、福島陽子、高星佑平   | 神谷美也子           | 2023年3月16日 |
| 小智、美鈴和卡洛兒到拉麵店打工，讓店裡生意興隆，淳為了她每日光顧。小智買了淳的生日禮物，並舉辦生日派對。美鈴意識到自己並不希望小智和淳交往而就此失去小智這個摯友，並為此失意，請假在家休息，小智前去探望，並表示注意到美鈴在迴避自己。在文化祭活動中，全班決議演出舞台劇《灰姑娘》，小智飾演王子，美鈴飾演仙杜瑞拉，淳建議美鈴正視自己的感情。 |                                                                                       |          |                      |                  | |                      |               |
| 12 | 告別了，摯友                                                                | 清水惠   | 阿佐谷はじめ         | 即座誠           | 谷口元浩、諸葛子敬、鎌田均、杉田葉子、前原薫、大庭小枝、岡田由紀子                                       | 谷口元浩             | 2023年3月23日 |
| 舞台劇順利落幕，淳約小智逛文化祭，並當眾邀她跳舞，讓小智害羞地跑開。淳打算直截了當地告白，並約小智在頂樓見面。他坦承自己一直都知道小智的愛意，這使小智反而無法正視淳，在美鈴和卡洛兒提供建議後，小智接受了淳的心意。即使兩人成了戀人，先前的關係也並未改變，他們依然是死黨和勁敵。 |                                                                                       |          |                      |                  | |                      |               |
| 13 | 為了在你身旁…                                                               | 清水惠   | 三條なみみ           | 塚田拓郎         | 杉田葉子、大庭小枝、諸葛子敬、岡田由起子、迫江沙羅、二宮奈那子、神谷美也子、平岩栞、福島陽子、高星佑平   | 神谷美也子           | 2023年3月30日 |
| 小智和淳在耶誕節上街約會，在看完電影後，兩人互贈耶誕禮物，進到房間之後，兩人處得十分尷尬，直到小智終於無法忍受這樣的氣氛並宣稱要淳接吻。淳坦承小智的父親曾表示，淳必須打倒自己才能和小智交往，淳決定不擇手段發起挑戰，並成功地以正拳擊中小智的父親。小智的父親承認兩人交往，而淳也再次向小智告白，原本也想告白的小智對此感到不滿，便主動和淳接吻，並表示今後會讓他有更多怦然心動的體驗。 |                                                                                       |          |                      |                  | |                      |               |

## 外部連結
- Web版（日語）
- 東立（繁體中文）
- 電視動畫官網（日語）
- 電視動畫官方的X（前Twitter）（日語）